# Ben Foster (actor)
Benjamin A. «Ben» Foster (Boston, Massachusetts; 29 de octubre de 1980) es un actor estadounidense, ganador de los premios Daytime Emmy y del Sindicato de Actores. Se le conoce por sus papeles en películas para adolescentes tales como Liberty Heights y Get Over It, así como también películas de acción como Hostage (2005), X-Men: The Last Stand (2006), Alpha Dog (2007), 3:10 to Yuma (2007), Pandorum (2009), el biotopic de Lance Armstrong The Program (2015) y Hell or High Water (2016).

## Biografía

### Primeros años
Foster es un actor judío, hijo de Stephen Foster, quien es dueño de un restaurante, y tiene un hermano más joven, Jon Foster, que también es actor. Su abuela paterna emigró de Rusia para escapar a los pogromos.[cita requerida] Los padres de Foster, a quienes él describe como «hippies de espíritu libre y opositores de la guerra de Vietnam», se mudaron al pequeño pueblo de Fairfield, Iowa, cuando Ben tenía cuatro años, luego de que su casa en Boston fuera robada mientras la familia estaba presente.

### Carrera actoral
A los dieciséis años, Foster abandonó la escuela y se mudó a Los Ángeles. En 1996-97, apareció en la serie de televisión Un año más y, durante los siguientes tres años, tuvo pequeños papeles en películas realizadas para televisión y en dos episodios de la serie Freaks and Geeks. En 2001, actuó en Get Over It. También tuvo un papel recurrente (22 episodios) en la serie de HBO Six Feet Under, por el cual compartió un premio del Sindicato de Actores entregado al mejor reparto de una serie dramática.
Tras filmar 11:14 y The Punisher, apareció en Hostage, junto a Bruce Willis, Kevin Pollak y Michelle Horn. En 2006, actuó en X-Men: The Last Stand, interpretando al héroe de los cómics Ángel/Warren Worthington III. Uno de sus papeles más notorios fue en la película de suspenso Alpha Dog, donde interpretó a un drogadicto llamado Jake Mazursky. Usó midriáticos en sus ojos durante la filmación para aparentar el abuso de drogas. En 2007, interpretó al asesino Charlie Prince en el wéstern 3:10 to Yuma, que le valió una nominación del Sindicato de Actores y otra para los premios Saturn. En 2015 actuó en la película biográfica The Program, interpretando al ciclista Lance Armstrong. 
Apareció en 2016 en la película Warcraft: El Origen, basada en el popular videojuego Warcraft. También en ese año interpretó el papel de Bertrand Zobrist en el largometraje dirigido por Ron Howard, Inferno, basado en la novela del escritor Dan Brown.
En 2022, interpretó sólidamente al general Jan Žižka en el film dirigido por Petr Jákl: Medieval, siendo considerado uno de los mejores filmes checos.[cita requerida]

### Vida personal
Foster vivió con su hermano Jon en Los Ángeles por una temporada. En octubre de 2016, se comprometió con la actriz Laura Prepon y en enero de 2017 anunciaron que estaban esperando su primera hija, Ella, la cual nació en agosto de 2017. Se casaron en junio de 2018 y residen en Nueva York. En octubre de 2019, anunciaron por redes sociales que esperaban su segundo hijo. Su hijo, un varón, nació en febrero de 2020.

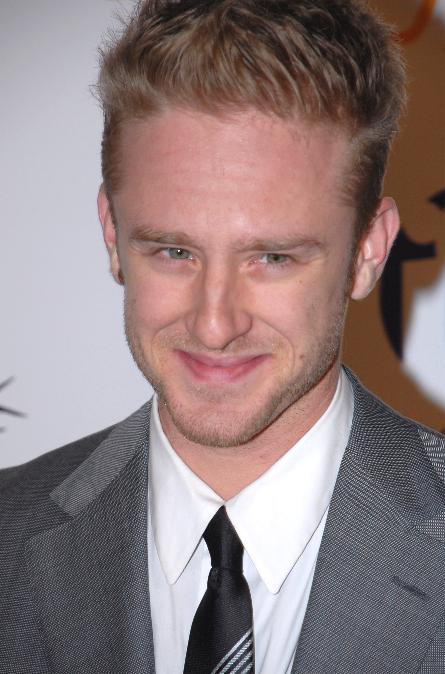
Foster en la 7.ª entrega de Premios a Nuevas Estrellas de la revista Hollywood Life.

## Filmografía
| Año       | Título                                  | Papel                        | Notas                                                         |
| --------- | --------------------------------------- | ---------------------------- | ------------------------------------------------------------- |
| 2023      | Finestkind                              | Tom                          |                                                               |
| 2022      | Garra                                   | Vince Merrick                |                                                               |
| 2022      | Medieval                                | Jan Zizka                    |                                                               |
| 2022      | The Contractor                          | Mike Hawkins                 |                                                               |
|           | Emancipation                            | Fassel                       |                                                               |
| 2021      | The Survivor                            | Harry Haft                   |                                                               |
| 2018      | Leave No Trace                          | Will                         |                                                               |
| 2018      | Galveston                               | Roy Cady                     |                                                               |
| 2017      | Rock'n Roll                             | Ben Foster                   |                                                               |
| 2017      | Hostiles                                | Sargento Charles Wills       |                                                               |
| 2016      | Hell or High Water                      | Tanner Howard                |                                                               |
| 2016      | Inferno                                 | Bertrand Zobrist             |                                                               |
| 2016      | Warcraft: El Origen                     | Medivh                       |                                                               |
| 2016      | The Finest Hours                        | Richard Livesey              |                                                               |
| 2015      | The Program                             | Lance Armstrong              |                                                               |
| 2013      | Ain't Them Bodies Saints                | Patrick Wheeler              |                                                               |
| 2013      | Lone Survivor                           | Matthew Axelson              |                                                               |
| 2013      | Kill Your Darlings                      | William Burroughs            |                                                               |
| 2012      | Yellow                                  | Nowell                       |                                                               |
| 2012      | Contrabando                             | Sebastian Abney              |                                                               |
| 2011      | Rampart                                 | Terry                        |                                                               |
| 2011      | The Mechanic                            | Steve McKenna                |                                                               |
| 2010      | Here                                    | Will Shepard                 |                                                               |
| 2009      | The Messenger                           | Will Montgomery              |                                                               |
| 2009      | Pandorum                                | Bower                        |                                                               |
| 2009      | Blink                                   | AJ                           | Cortometraje                                                  |
| 2008      | Birds of America                        | Jay                          |                                                               |
| 2007      | 3:10 to Yuma                            | Charlie Prince               |                                                               |
| 2007      | My Name Is Earl                         | Glenn                        | Episodio: "My Name Is Parte 1" Episodio: "My Name Is Parte 2" |
| 2007      | 30 Days of Night                        | El extraño                   |                                                               |
| 2006      | Alpha Dog                               | Jake Mazursky                |                                                               |
| 2006      | X-Men: The Last Stand                   | Angel/Warren Worthington III |                                                               |
| 2005      | Hostage                                 | Mars Krupcheck               |                                                               |
| 2005      | The Dead Zone                           | Darren Foldes                | Episodio: "The Last Goodbye"                                  |
| 2004      | The Punisher                            | Spacker Dave                 |                                                               |
| 2004      | The Heart Is Deceitful Above All Things | Fleshy Boy                   | Lanzamiento limitado                                          |
| 2003-2005 | Six Feet Under                          | Russell Corwin               | Serie de televisión - 22 episodios                            |
| 2003      | Northfork                               | Cod                          |                                                               |
| 2003      | 11:14                                   | Eddie                        |                                                               |
| 2002      | Big Trouble                             | Matt Arnold                  |                                                               |
| 2002      | The Laramie Project                     | Aaron Kreifels               |                                                               |
| 2002      | Bang Bang You're Dead                   | Trevor Adams                 |                                                               |
| 2002      | Boston Public                           | Max Warner                   | Serie de televisión Episodio: "Chapter Thirty-Six"            |
| 2002      | Phone Booth                             | Big Q                        | Sin acreditar                                                 |
| 2001      | Get Over It                             | Berke Landers/Lysander       |                                                               |
| 2001      | Boston Public                           | Max Warner                   | Serie de televisión Episodio: "Chapter Twenty-Nine"           |
| 2000      | Freaks and Geeks                        | Eli                          | Serie de televisión Episodio: "Carded and Discarded"          |
| 2000      | Family Law                              | Jason Nelson                 | Serie de televisión Episodio: "A Mother's Son"                |
| 1999      | Liberty Heights                         | Ben Kurtzman                 |                                                               |
| 1999      | Freaks and Geeks                        | Eli                          | Serie de televisión Episodio: "Piloto"                        |
| 1998      | 1973                                    | Peter                        | Película para televisión                                      |
| 1998      | Breakfast with Einstein                 | Ryan                         | Película para televisión                                      |
| 1998      | You Wish                                | Earl                         | Episodio: "Future Shock"                                      |
| 1998      | I've Been Waiting for You               | Charlie                      |                                                               |
| 1997      | Kounterfeit                             | Travis                       |                                                               |
| 1996-1997 | Un año más                              | Tucker James                 | Serie de televisión - 26 episodios                            |

## Premios

### Independent Spirit Awards
| Año  | Categoría              | Película           | Resultado |
| ---- | ---------------------- | ------------------ | --------- |
| 2016 | Mejor actor de reparto | Hell or high water | Ganador   |

### Satellite Awards
| Año  | Categoría              | Película     | Resultado |
| ---- | ---------------------- | ------------ | --------- |
| 2007 | Mejor Actor de reparto | 3:10 to Yuma | Nominado  |